# 목야 전투

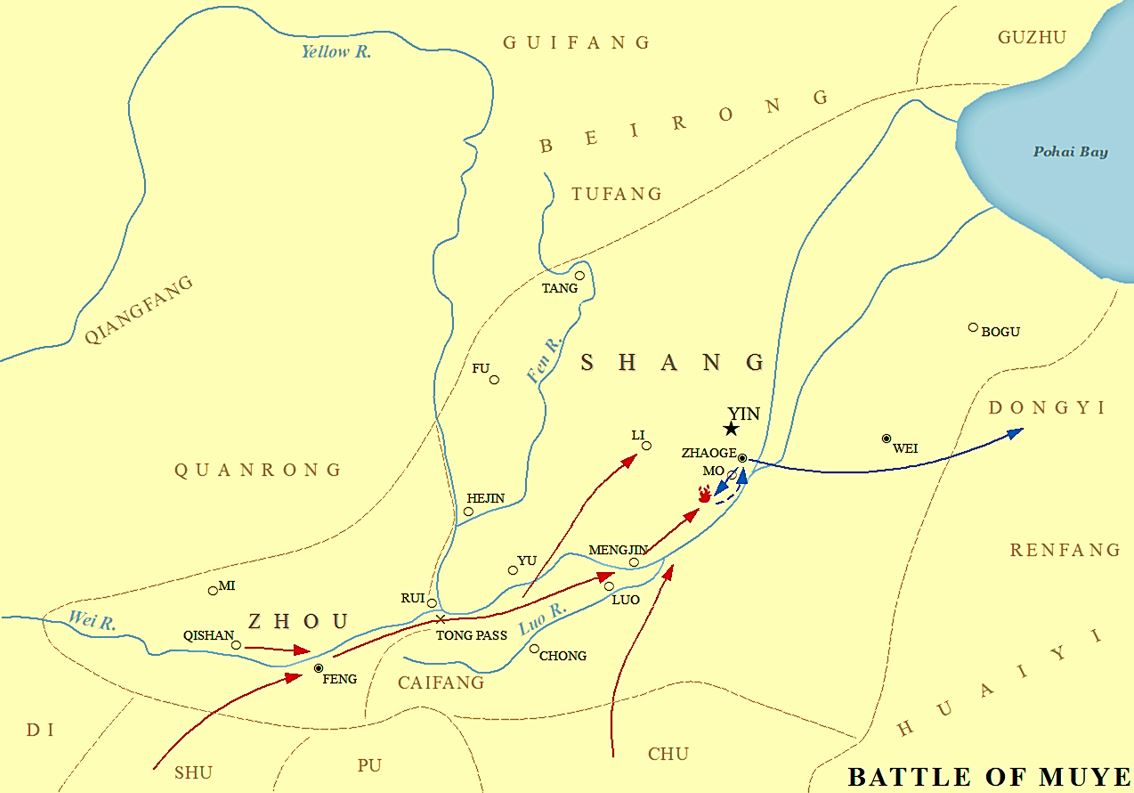

목야 전투(牧野戰鬪)는 고대 중국 기원전 11세기에 은(殷)의 제신(帝辛)과 주(周)의 무왕(武王)을 중심으로 하는 세력이 목야(牧野)에서 벌인 전투이다. 주의 승리로 끝나면서 약 600년을 이어온 은 왕조는 몰락하고 주 왕조가 중원 천하를 다스리게 되었다. 주 무왕이 즉위한 해가 기원전 1122년으로 알려져 있고 이 해부터 주무왕의 무력도발이 본격화되고 BC1111년 목야전투에서 은나라의 운명이 결정되었다.

## 발단
한대(漢代)의 역사가 사마천(司馬遷)이 저술한 《사기》(史記)에 따르면 목야 전투의 전말은 다음과 같다.
은 왕조 말기 흉악한 폭군 주왕(제신)은 무거운 세금을 거두고 간언하는 신하들을 죽이고 선조를 제사지내면서 많은 사람을 산제물로 바쳤다. 때문에 민중은 은의 지배를 혐오하고 있었다. 또한 은 왕조 말기에는 외부로의 정벌이 이루어져 제후들은 차츰 은을 전복시킬 계획을 세우기 시작했다.
주왕은 이를 알고 노하여 은 왕조 전복을 꾀한 제후들을 거짓으로 불러모아 죽이고 젓갈을 담갔다. 주의 군주였던 서백(西伯) 창(昌)은 독실한 성격으로 이 비밀 모의에 가담하지는 않았지만 주왕의 의심을 사서 노예가 되었다. 나아가 주왕은 은의 인질이 된 서백 창의 장남 백읍고(伯邑考)를 죽여 죽으로 만들어서 서백 창에게 먹였다. 서백 창의 가신이 주왕에게 막대한 뇌물을 바치고서야 서백 창은 혐의를 풀고 풀려났지만, 아들을 죽인 은 왕조에 그는 복수할 결심을 굳힌다.
가까운 나라들을 병합해 국력을 늘리고 은 왕조에 원한을 품은 제후들을 규합해 은에 맞설 힘을 키워가던 서백 창은 은과의 결전을 앞두고 노환으로 죽고 서백 창의 차남 발(発, 주 무왕)이 주의 태자로 제후들을 모아 은 왕조와의 결전을 준비하였다. 은 왕조에 반발을 품었던 제후들도 가담해 눈 깜짝할 사이에 대병력으로 늘어났다. 그러나 발은 은을 손쉽게 멸할 수 있을 것으로 보이는 상황에서 "아직은 아니다."라며 돌연 군을 돌려 주로 돌아왔다.

## 전투 경과
몇 년 뒤 발은 다시 군을 일으켜 은을 쳤다. 이 무렵 갖가지 상서로운 징조가 주에서 목격되었다. 주군은 맹진(孟津)이라는 포구에서 황하를 건너려 했지만, 벼락을 동반한 비와 폭풍우가 일어 강을 건너지 못하자 발은 노하여 황하의 신에게 "천명(天命)이 이미 내려졌다. 어째서 나를 방해하느냐?"라고 일갈, 폭풍은 가라앉았다. 또한 강을 건너는 도중 배 위로 흰 물고기가 뛰어올랐다고 한다(흰색은 은 왕조의 상징이었다). 주군과 은군은 은의 수도인 조가(朝歌) 가까운 곳인 목야라는 곳에서 결전을 치렀다.
《사기》 주본기(周本紀)에는 목야 전투 때 은도 70만 대군을 동원해 주군을 치러 나섰고, 이에 맞서는 주군은 제후들의 군을 합쳐 40만 정도였다고 한다. 결전 전에도 황하에서와 같은 뇌성폭우가 몰아치자 발은 과거 탕왕(湯王)이 하(夏)의 걸왕(桀王)을 치고 은 왕조를 세운 계기가 된 명조(鳴条)에서의 전투에서의 전례를 들어 이는 주가 승리할 전조라며 전군을 독려했다.
은군은 숫자로 주군보다 훨씬 많았지만 그 수는 전장에서 불길한 점괘를 얻었고 은에 신속된 소국의 군사들도 노예병으로 이루어져 있었다. 그들도 난폭한 주왕의 지배에 진저리치고 있었기 때문에 전투 도중에 창끌을 돌려 자신들의 아군을 공격, 은군은 궤멸되었다.

## 전투 후
주군이 주왕을 쫓아 조가로 들어가고, 주왕은 자신의 최후를 직감하고서 왕궁에 불을 지르고 그 속에 뛰어들어 죽었다. 발은 주왕의 시신을 찾아내어 세 대의 화살을 쏘고 도끼로 목을 베었다. 《상서》(尙書) 목계(牧誓)편에 따르면 이 날의 간지가 갑자(甲子)로 기록되어 있는데, 출토된 청동기 명문에서도 확인할 수 있다. 이로써 600년을 이어온 은 왕조는 멸망했고 발은 주 왕조를 세웠다.
목야 전투는 문헌에 따르면 대규모 전투로 대군끼리의 전투였다고 하지만 청동기 명문이나 갑골문(甲骨文)에는 「대읍(大邑) 상(商)을 이겼다」고 기록되어 있어 전투는 은의 읍을 필두로 주가 습격했던 것으로 생각된다.

## 같이 보기
- 봉신연의
- 역성혁명